# Hieracium megaphyes
Hieracium megaphyes es una especie de planta con flor del género Hieracium, de la familia Asteraceae, orden Asterales.

## Distribución
Hieracium megaphyes se distribuye por Islandia.

## Taxonomía
Fue descrita científicamente por Ósk.